# Thalassodes
Thalassodes là một chi bướm đêm thuộc họ Geometridae.

## Hình ảnh

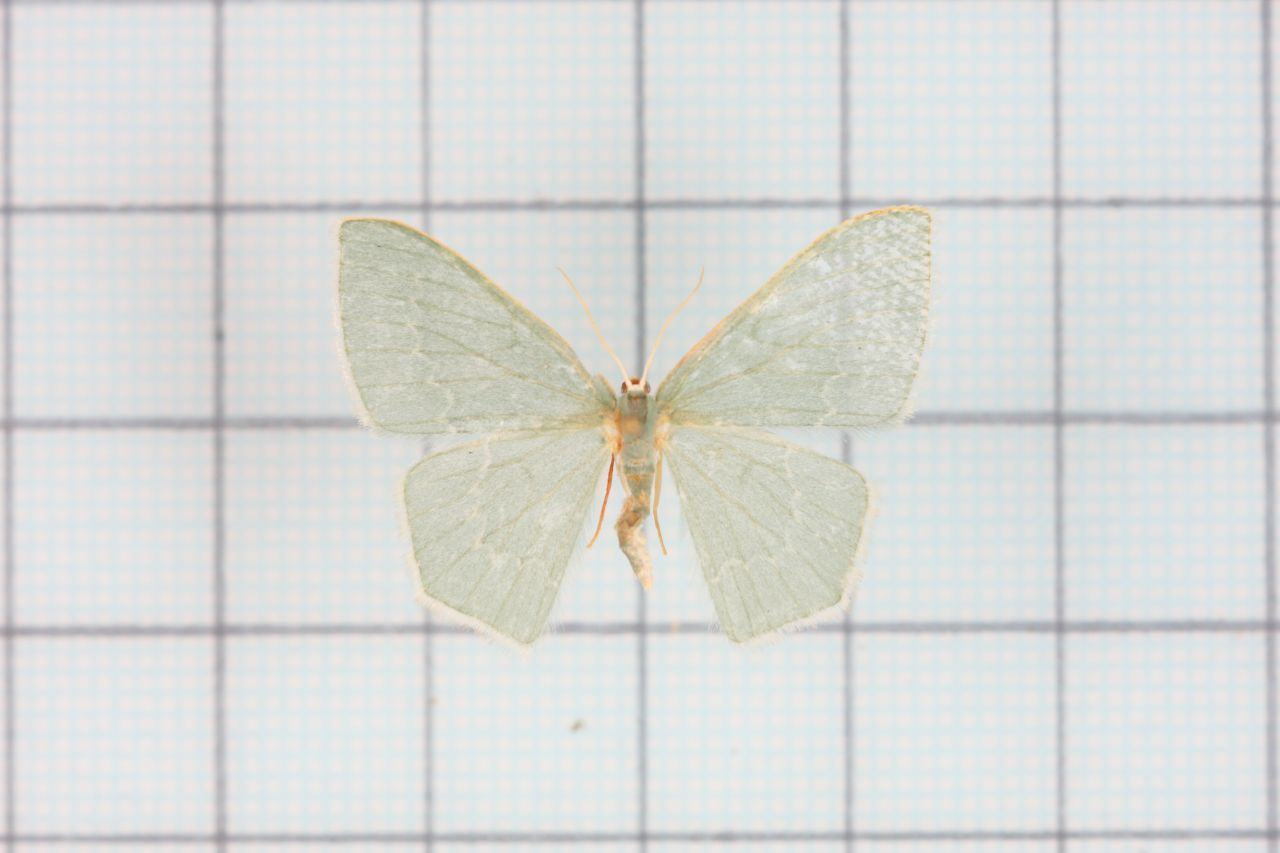